# Всеобщие местные выборы в Молдове (1995)
16 апреля 1995 года в Республике Молдова прошли всеобщие местные выборы, в ходе которых были избраны 803 примара, 1.262 муниципальных/районных советников и 10.297 сельских/городских советников.

## Результаты голосования
| Партия                                                                   | Муниципальные и районные советы | Городские и сельские советы | Примары                |
| ------------------------------------------------------------------------ | ------------------------------- | --------------------------- | ---------------------- |
| Аграрно-демократическая партия Молдовы                                   | 46,97 % — 643 мандата           | 53,70 % — 6 504 мандата     | 64,76 % — 520 мандатов |
| Избирательный блок «Альянс демократических сил»                          | 19,67 % — 252 мандата           | 21,43 % — 2 333 мандата     | 10,34 % — 83 мандата   |
| Партия коммунистов Республики Молдова                                    | 15,74 % — 206 мандатов          | 10,73 % — 848 мандатов      | 5,35 % — 43 мандата    |
| Избирательный блок «Социалистическая партия и движение Унитате-Единство» | 7,17 % — 82 мандата             | 3,83 % — 286 мандатов       | 1,62 % — 13 мандатов   |
| Социал-демократическая партия Молдовы                                    | 3,56 % — 39 мандатов            | 2,82 % — 273 мандата        | 2,86 % — 23 мандата    |
| Ассоциация женщин Молдовы                                                | 0,67 % — 9 мандатов             | 0,56 % — 42 мандата         | 0,50 % — 4 мандата     |
| Национальная лига молодёжи Молдовы                                       | 0,09 % — 1 мандат               | 0,06 % — 8 мандатов         | -                      |
| Партия экономического возрождения Молдовы                                | 0,17 % — 2 мандата              | 0,00 % — 0 мандатов         | -                      |
| Независимые кандидаты                                                    | 5,97 % — 28 мандатов            | 6,87 % — 300 мандатов       | 14,57 % — 117 мандатов |
| Итого                                                                    |                                 |                             |                        |